# Vila Dominika Dlouhého
Vila Dominika Dlouhého je rodinný dům, který stojí v Praze 5-Hlubočepích ve vilové čtvrti Barrandov v ulici Barrandovská.

## Historie
Vila byla postavena pro Dominika Dlouhého a jeho manželku Antonii v letech 1929–1930 podle návrhu architekta Vojtěcha Krcha. Na straně svahu do údolí Vltavy pak architekt Alois Houba navrhl prosklenou přístavbu realizovanou v letech 1933–1934. Dominik Dlouhý byl obchodník, který s rodinou odešel za 2. světové války do exilu do Anglie, po válce se vrátili do Čech a po událostech v únoru 1948 opět odešli do Anglie.

### Po roce 1989
Roku 2005 proběhla rekonstrukce vily, bylo přistavěno patro a upraveno uliční průčelí. K domu byla přistavěna garáž.

## Popis
Stavba na čtvercovém půdorysu je na straně ulice dvoupodlažní, na straně zahrady ve svahu třípodlažní. Na uliční straně vystupuje z fasády rizalit se vstupními dveřmi. Severní stranu zdobí arkýř připomínající „bay window“. Původní garáž a byt domovníka se nacházely v suterénu. Obytné místnosti - obývací pokoj, jídelna a pokoj pána byly v přízemí, ložnice v patře a terasa s výhledem na ploché střeše.